# Oxyopes campestratus
Oxyopes campestratus là một loài nhện trong họ Oxyopidae.
Loài này thuộc chi Oxyopes. Oxyopes campestratus được Eugène Simon miêu tả năm 1910.